# Кёртлингхаузен
Кёртлингхаузен (нем. Schloss Körtlinghausen) — замок в Зауерланд в долине реки Гленне между Рютен и Варштайн в районе Зост. Барочная резиденция построена как замок на воде. Рядом с Кёртлингхаузенеом находится самый большой и мощный дуб Германии: его возраст составляет около 1100 лет, высота 22 м, окружность ствола у земли — 12,4 метра.

## История

### Ранний период

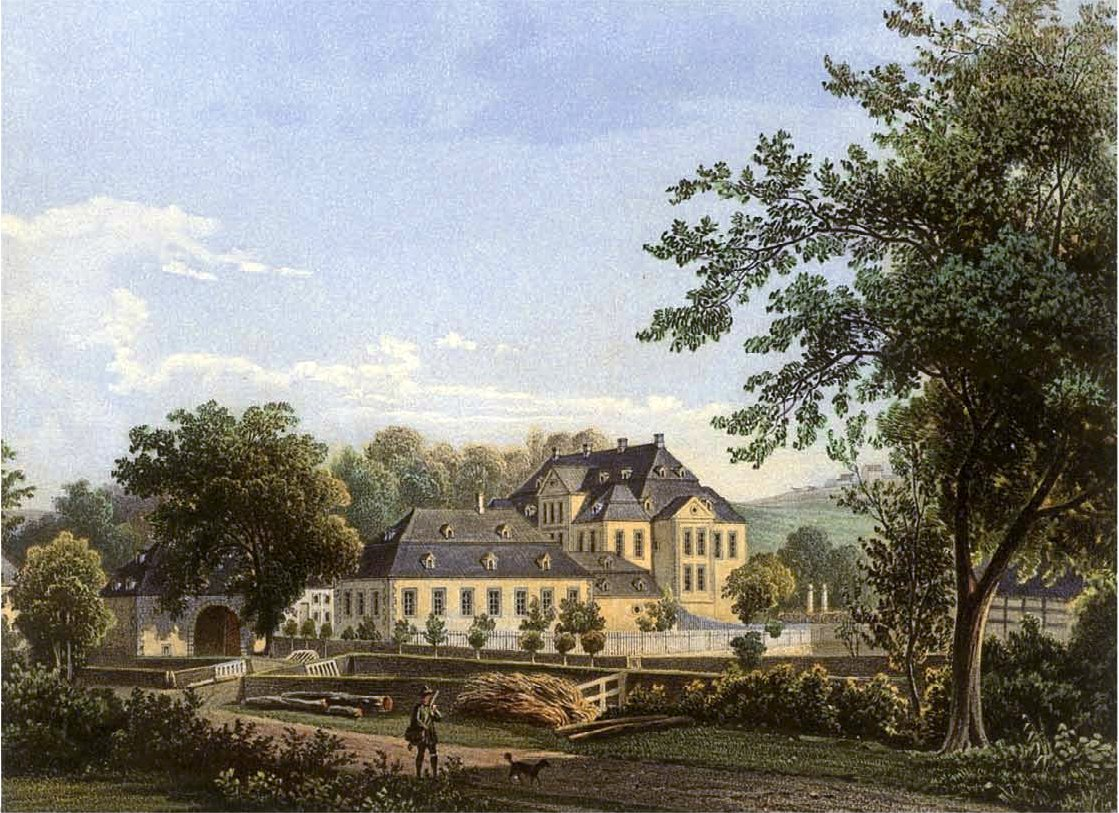
Замковый комплекс на картине 1860 года

Некогда на месте современной резиденции более похожей на дворец, чем на крепость, располагался каменный замок окружённый глубоким рвом. В XIV веке комплекс принадлежал семьям фон Шорлемер и фон Рюденберг. В 1398 году доля фон Шорлемеров перешла во владение рода фон Люрвальд. В 1447 году представители семьи фон Люрвальд выкупили долю дворян фон Рюденберг и оказались единственным собственниками зданий и окрестных земель. Несколько лет спустя они продали поместье роду фон Ханкследен. В 1614 году замок Кёртлингхаузен оказался в собственности дворян фон Вестрем . А с 1645 по 1819 год он принадлежал семье фон Вайхс.
Нынешняя резиденция построена в 1714 году бароном Францем Отто фон унд цу Вайхсом по плану архитектора Юстуса Вэмера и с тех пор почти не изменилась. 
В 1830 году владельцами замка Кёртлингхаузен оказались бароны фон Фюрстенберг и потомки этого рода и поныне владеют резиденцией. 

### XX век и современное состояние
После 1945 года замок некоторое время  использовался как место размещения беженцев. С 1956 по 1994 год в Кёртлингаузене располагалась школа Федеральной ассоциации самозащиты. В 2004 году барон Дитгер фон Фюрстенберг был удостоен премии за сохранение памятника архитектуры. Так правительство Вестфалии отметило его вклад в реставрацию и реконструкцию Кёртлингхаузена, начатую в 1999 году. Проект финансировался за счет продажи старинной рукописи Stammheim Missale из Хильдесхайма XII века музею Гетти в Лос-Анджелесе. 
Сегодня замок Кёртлингхаузен сдаётся в аренду для праздничных мероприятий и конференций. Администрация и различные постройки для сельскохозяйственных нужд расположены в северной части имения.
В замке проходили съёмки немецкого фильма Happy Burnout, вышедшего в 2017 году. 

## Описание замка
Дворцовый комплекс включает в себя главное здание и два боковых крыла. За резиденцией размещается просторный хозяйственный двор с постройками бывших конюшен и каретным двором. Весь замок окружён водой. По сути, он находится на острове посреди большого пруда. Причём рядом имеется ещё один крупный остров.  
Со стороны двора на фасаде здания прикреплены гербы дворянских родов владевших замком.  

## Галерея

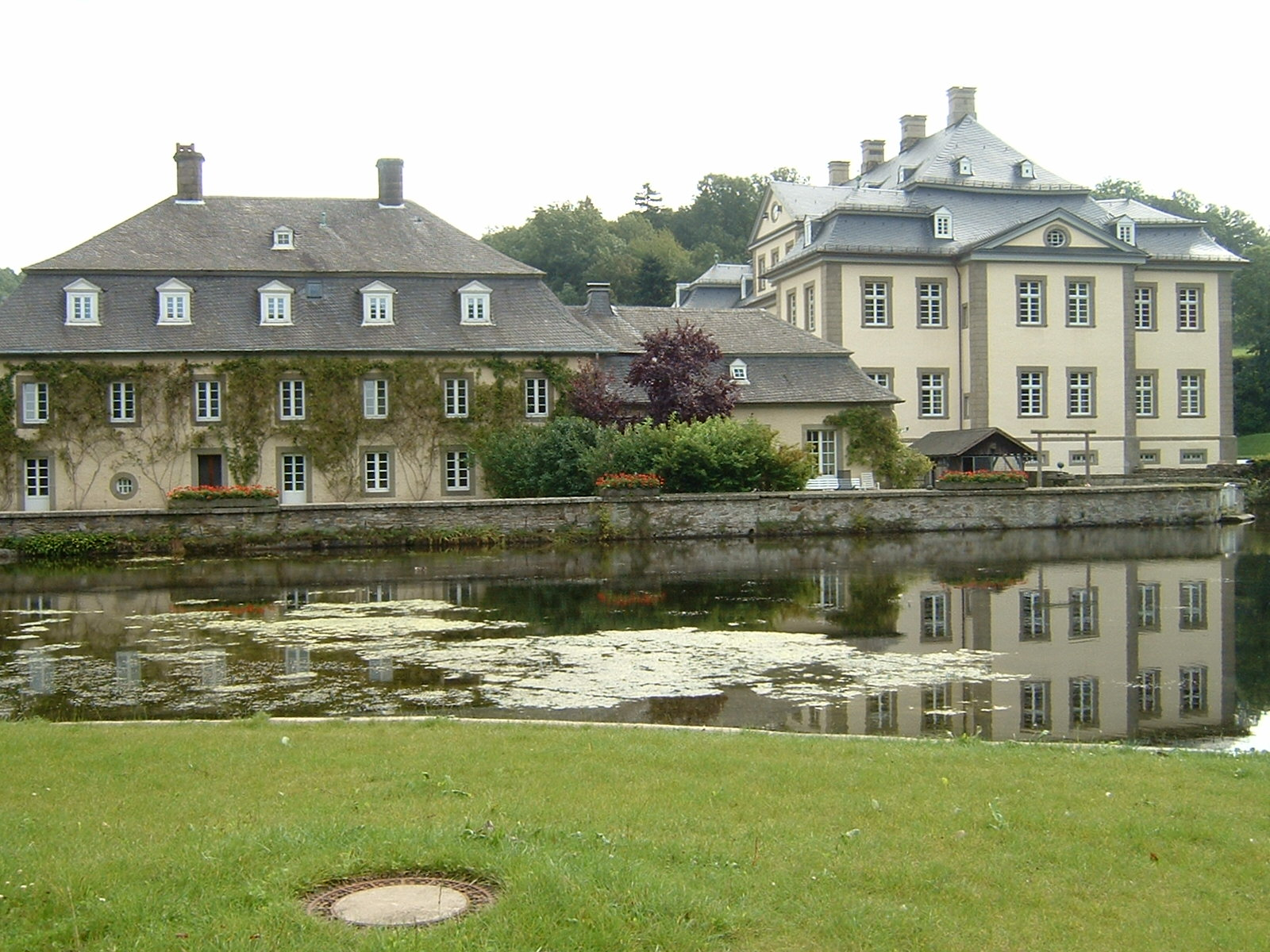
Пруды вокруг замкового комплекса
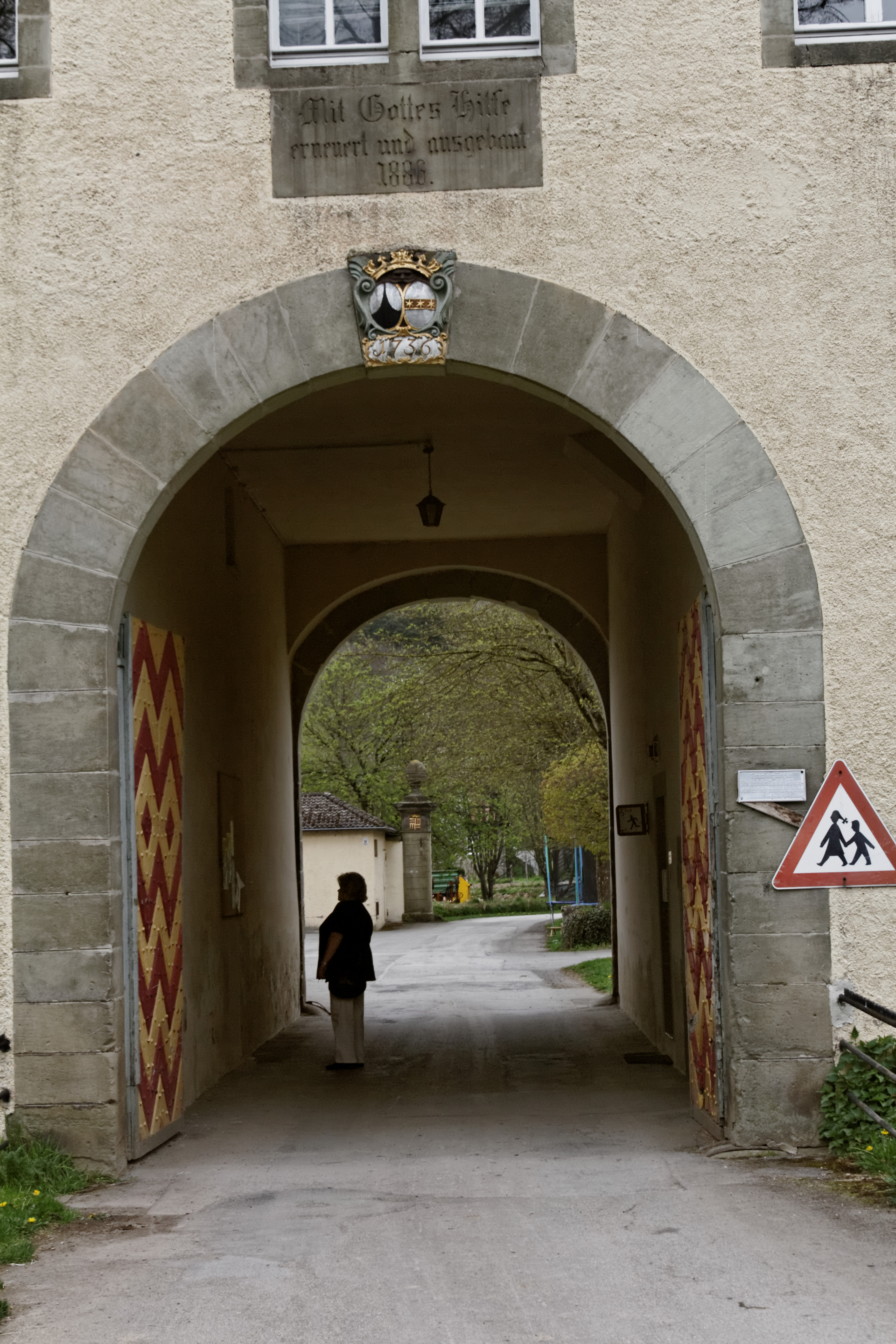
Главные ворота ведущие в замок
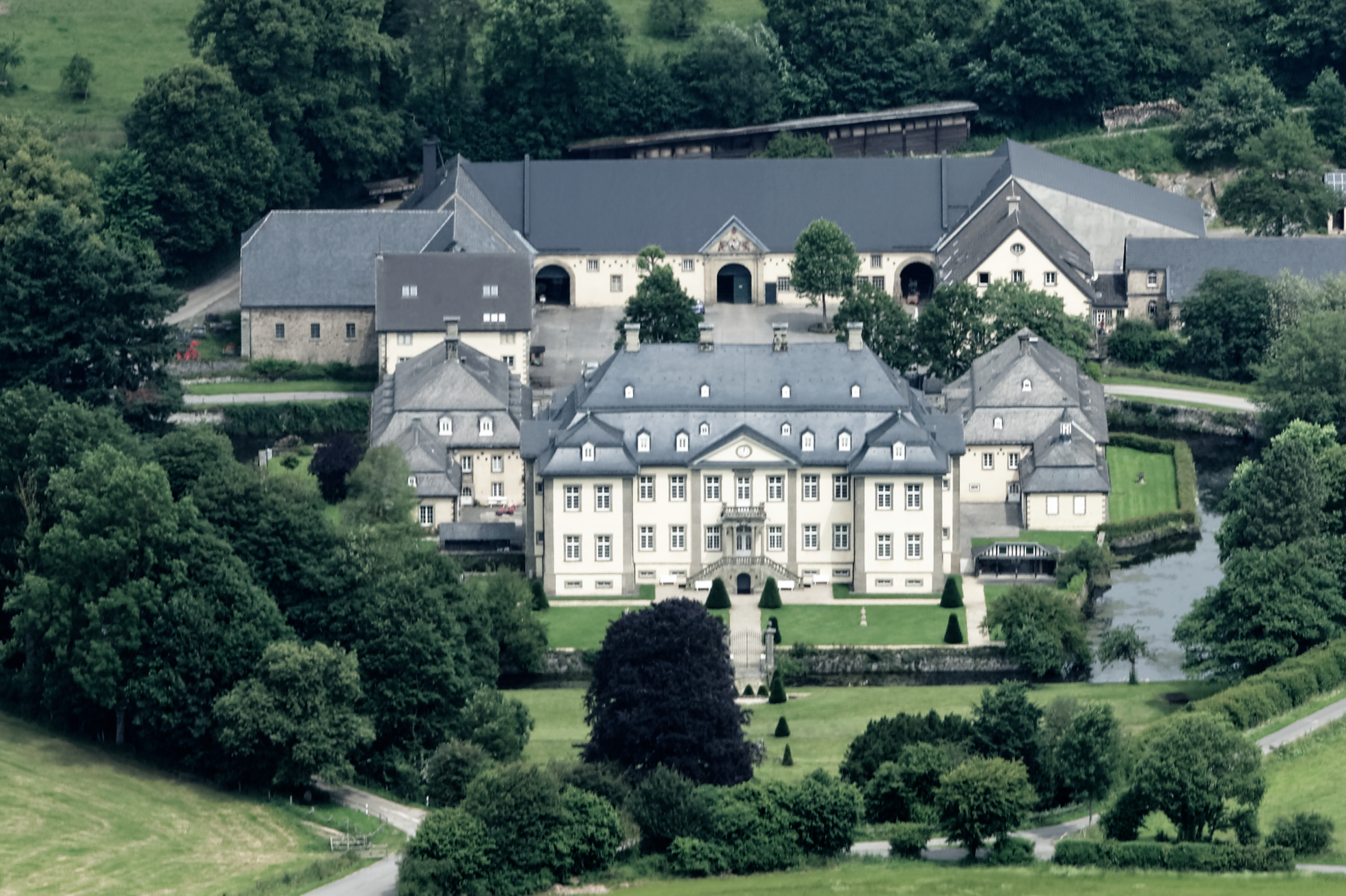
Вид зданий резиденции с высоты птичьего полёта
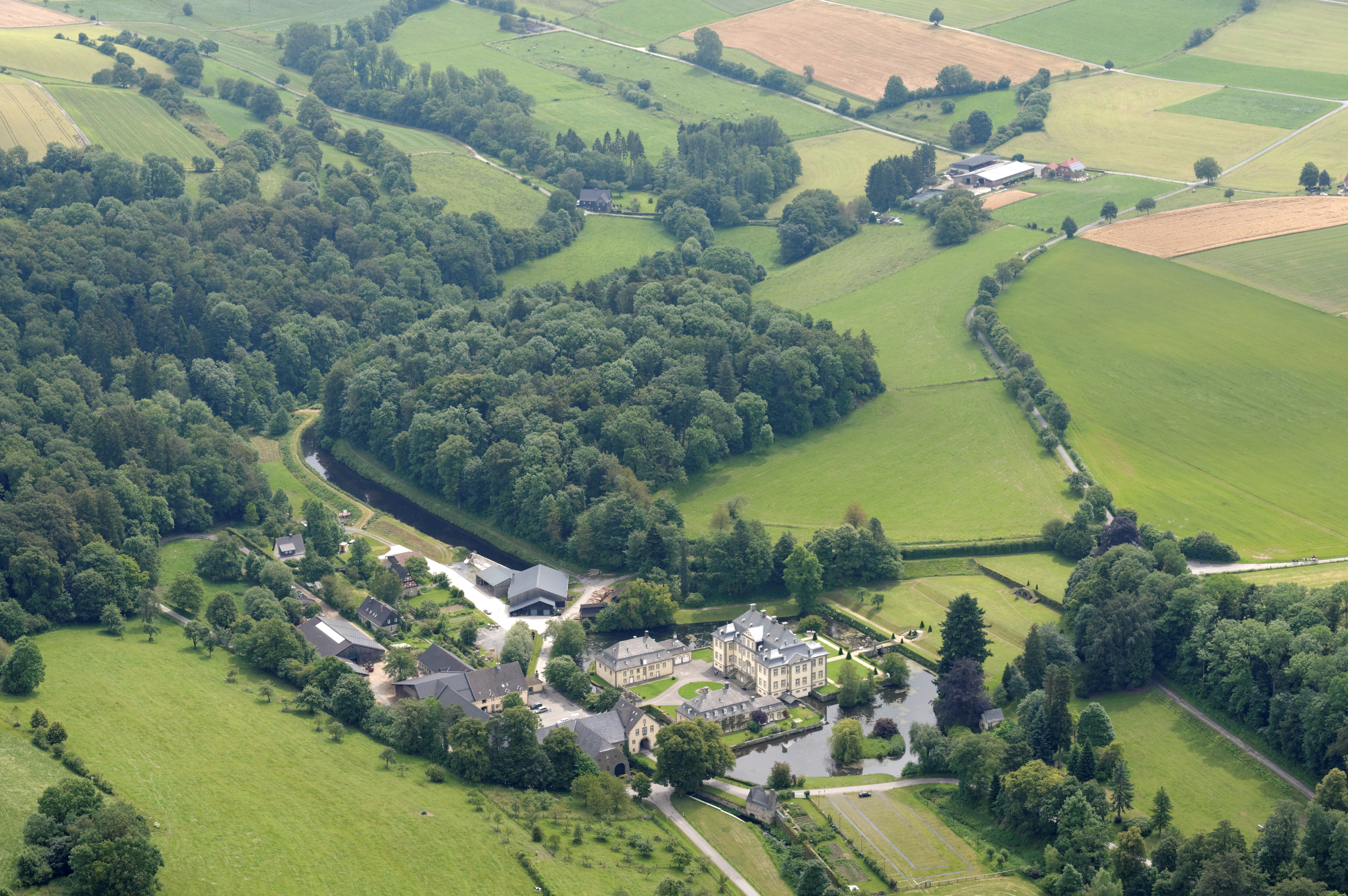
Вид замка и поместья с высоты
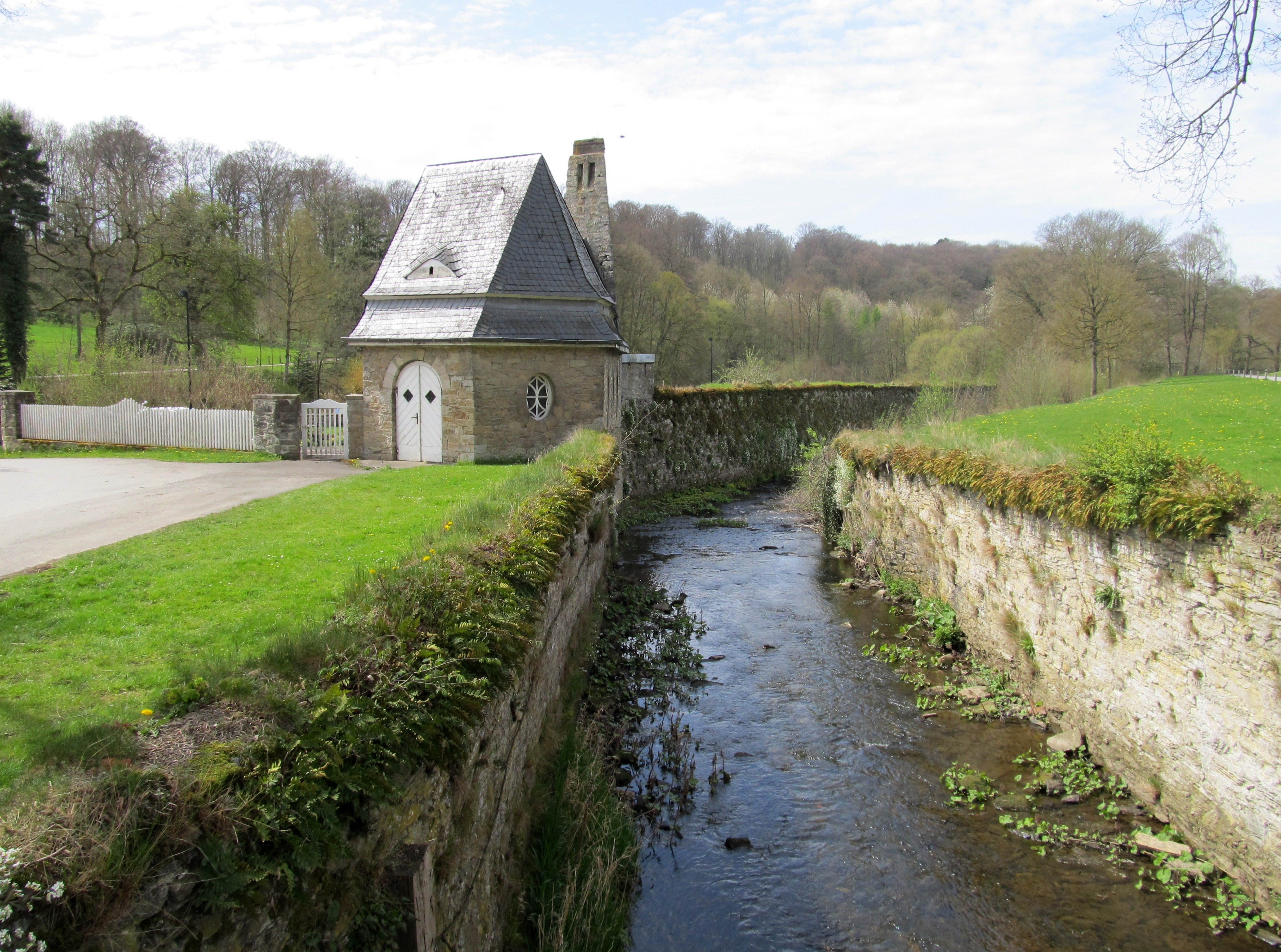
Обводной канал, прокопанный для реки Гленне